# Sferoplast

Etapy rozpuszczania ściany komórkowej bakterii za pomocą penicyliny

Sferoplast (łac. spheroplast) – komórka, z której usunięto ścianę komókową, np. za pomocą enzymów. Termin ten odnosi się do bakterii Gram-ujemnych i grzybów drożdżopodobnych. Nazwa sferoplast pochodzi od tego, że po rozpuszczeniu ściany komórkowej mikroorganizmu napięcie błony powoduje, że komórka nabywa charakterystyczny kulisty kształt. Po usunięciu ściany komórkowej komórki stają się bardzo delikatne i łatwo ulegają lizie po umieszczeniu ich w roztworze hipotonicznym.
Do rozpuszczania ściany bakterii Gramm-ujemnych używa się niektórych antybiotyków (np. fosfomycyna, wankomycyna, moenomycyna, lactivicin, antybiotyki β-laktamowe, fosmidomycyna, fosfoenolopirogronian). Enzym lizozym powoduje, że bakterie Gram-ujemne tworzą sferoplasty, ale tylko wtedy, gdy do ułatwienia przejścia enzymu przez błonę zewnętrzną stosuje się środek przepuszczający błonę, taki jak laktoferryna lub etylenodiaminotetraoctan. Do rozpuszczenia ściany komórkowej grzybów drożdżopodobnych zazwyczaj używa się zymolazy. Drożdże Candida albicans można przekształcić w sferoplasty za pomocą enzymów litykazy, chitynazy i β-glukuronidazy.